# Caius Sulpicius Gallus
Pour les articles homonymes, voir Sulpicius.
Caius Sulpicius Gallus était un général et un homme d'État de la République romaine. Il est célèbre pour ses connaissances en astronomie.

## Biographie
Il étudie le grec et l'astronomie. Dans le De Republica de Cicéron, il explique à Lucius Furius Philus le fonctionnement d'une sphère astronomique ayant appartenu à Archimède et lui explique la cause des éclipses solaires et lunaires.
En 169 av. J.-C., il est préteur.
En 168 av. J.-C., il est tribun militaire de la IIe légion dans la campagne contre Persée, le roi de Macédoine, sous le commandement du consul Paul Émile, son ami intime. Il gagne une grande réputation pour avoir prévu une éclipse de Lune la nuit avant la bataille de Pydna,, ou, selon une autre version, pour avoir rassuré les soldats avant le combat en leur expliquant le phénomène,.
En 166 av. J.-C., à son retour de Macédoine, il est élu consul, la même année il soumet les Ligures. Ce succès lui vaut de célébrer un triomphe l'année suivante.
En 163 av. J.-C., il est envoyé comme ambassadeur en Grèce pour arbitrer des revendications de territoire de Lacédémone, puis en Asie mineure, où il tient une réunion à Sardes pour étudier les charges apportées contre Eumène II de Pergame par les représentants de diverses villes d'Asie mineure.

## Postérité
Le cratère lunaire Sulpicius Gallus (en) a été baptisé en son honneur.